# Cabernet Dorio

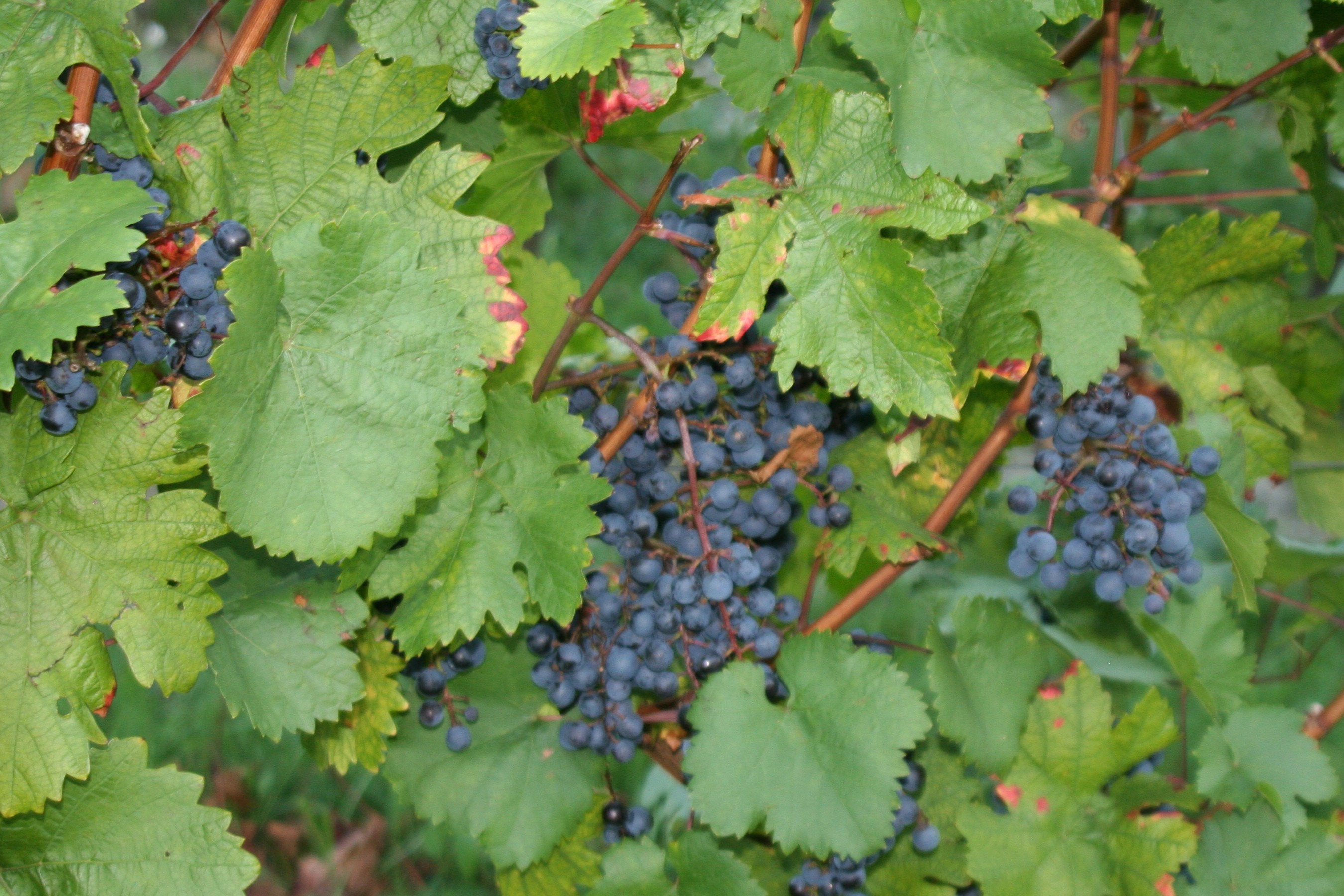
Cabernet Dorio

De Cabernet Dorio is een Duitse blauwe druivensoort, die gelijkenis vertoont met zijn grote broer, de Cabernet Sauvignon. Er bestaat één synoniem: WE 71-817-89.

## Geschiedenis
Deze variëteit is een kruising tussen de Franse druif Cabernet Sauvignon en de Duitse druif Dornfelder en is in 1971 ontwikkeld door het Weinsberg Research Instituut in Baden-Württemberg in Zuid-Duitsland.

## Kenmerken
Dit ras komt redelijk laat tot rijping en produceert druiven met een hoog suikergehalte.

## Gebieden
Aan het einde van 2010 werd een oppervlakte van ruim 70 hectare beplant met deze druif en dat neemt nog steeds toe. Pas in 2004 werd de Cabernet Dorio ingeschreven in het Duitse register. Deze druif wordt in een minimale hoeveelheid in Zwitserland verbouwd: 1 hectare.